# Язьвіни (Люблінське воєводство)
Язьвіни (пол. Jaźwiny) — село в Польщі, у гміні Біла Підляська Більського повіту Люблінського воєводства.
Населення — 242 особи (2011).

## Демографія
Демографічна структура станом на 31 березня 2011 року:
|          | Загалом | Допрацездатний вік | Працездатний вік | Постпрацездатний вік |
| -------- | ------- | ------------------ | ---------------- | -------------------- |
| Чоловіки | 123     | 25                 | 90               | 8                    |
| Жінки    | 119     | 34                 | 57               | 28                   |
| Разом    | 242     | 59                 | 147              | 36                   |